# 布隆斯公式
布隆斯公式（英語：Bruns formula），也称布隆斯方程，是大地测量学中用于描述大地水准面高、扰动位和正常重力的关系式，:85由德国大地测量学家海因里希·布隆斯于1878年提出。

## 数学表达
设大地水准面有一点 {\displaystyle \mathbf {P} } ，其沿法线投影到参考椭球面上的点为 {\displaystyle \mathbf {Q} }，则 {\displaystyle \mathbf {P} } 点处的大地水准面高 {\displaystyle N} 即为两点之间的距离 。又设 {\displaystyle \mathbf {P} } 点处的扰动位为 {\displaystyle T}，计算得的 {\displaystyle \mathbf {Q} } 点处的正常重力为 {\displaystyle \gamma }，则布隆斯公式可表达为：:85
{\displaystyle N={\frac {T}{\gamma }}}
在实际使用过程中，为简化计算，在不影响精度的情况下上式的 {\displaystyle \gamma } 可以用正常重力的平均值 {\displaystyle {\bar {\gamma }}} 代替。:245

## 推导过程
由于参考椭球面的正常重力位 {\displaystyle U} 被定义成与其所对应的大地水准面的重力位 {\displaystyle W_{0}} 相等，大地水准面上的点 {\displaystyle \mathbf {P} } 及其在参考椭球面上的投影 {\displaystyle \mathbf {Q} } 的重力位存在如下关系：:82
{\displaystyle W_{P}=U_{Q}=W_{0}}
重力位 {\displaystyle W_{P}} 又可被分作正常重力位 {\displaystyle U_{P}} 和扰动位 {\displaystyle T} 两部分，即：:82
{\displaystyle W_{P}=U_{P}+T}
则扰动位  {\displaystyle T} 可表示成点 {\displaystyle \mathbf {P} } 和点 {\displaystyle \mathbf {Q} } 的正常重力位之差，并进一步表示为点 {\displaystyle \mathbf {Q} } 处正常重力的偏导数：:84
{\displaystyle T=U_{Q}-U_{P}=-{({\partial U \over \partial n})}_{Q}N=\gamma N}
上式中 {\displaystyle n} 为参考椭球面的法线方向（也即大地水准面高 {\displaystyle N} 的方向）。正常重力 {\displaystyle \gamma } 的正向向下，因此符号为负。将上式变形即得：
{\displaystyle N={\frac {T}{\gamma }}}